# She Works Hard for the Money
She Works Hard for the Money – utwór muzyczny wykonywany przez amerykańską piosenkarkę Donnę Summer, wydany jako singel w 1983 roku.
Piosenkę napisali Donna Summer i Michael Omartian, a wyprodukował Omartian. Utwór jest utrzymany w tanecznym, popowym stylu z elementami rocka, a tekst jest nacechowany feminizmem. Piosenka została wydana jako pierwszy singel z albumu pod tym samym tytułem i cieszyła się sukcesem komercyjnym, docierając do top 5 list sprzedaży m.in. w USA, Kanadzie i Australii, a obecnie jest jednym z jej najbardziej znanych hitów. Był to także pierwszy teledysk czarnoskórej artystki emitowany w wysokiej rotacji na powstałym niedawno kanale MTV.

## Lista ścieżek
- Singel 7"

A. „She Works Hard for the Money” – 4:09
B. „I Do Believe (I Fell in Love)” – 4:41
- Singel 12"

A. „She Works Hard for the Money” (Special Long Version) – 6:15
B. „She Works Hard for the Money” (Instrumental) – 5:47

## Notowania
| Kraj                              | Pozycja | Certyfikat  |
| --------------------------------- | ------- | ----------- |
| Australia                         | 4       |             |
| Belgia (Ultratop Flandria)        | 19      |             |
| Hiszpania                         | 8       |             |
| Holandia (MegaCharts)             | 18      |             |
| Irlandia                          | 26      |             |
| Kanada                            | 4       | złota płyta |
| Niemcy (Media Control)            | 11      |             |
| Norwegia (VG-lista)               | 9       |             |
| Nowa Zelandia                     | 23      |             |
| Stany Zjednoczone (Billboard 200) | 3       |             |
| Szwajcaria                        | 10      |             |
| Szwecja (Sverigetopplistan)       | 5       |             |
| Wielka Brytania (UK Albums Chart) | 25      |             |